# Sant Miquel d'Abella de la Conca
Sant Miquel d'Abella de la Conca fou una església del terme municipal d'Abella de la Conca, al Pallars Jussà, dedicada a l'arcàngel Sant Miquel.
Estava situada al sud-est de la vila d'Abella, en un collet al nord-est de la masia de Cal Vila, al sud-est de la de Cal Serret de la Serra i a ponent del lloc conegut com lo Botant. És en un lloc molt desavinent i difícil de trobar. La referència pot ser les ruïnes d'una barraca, en un turó a llevant del collet esmentat. Les ruïnes són en el costat nord-oest del collet, amagades per la vegetació del lloc, al principi d'un coster.
D'aquesta església, actualment només en queden unes filades de pedra que deixen entreveure la forma de l'absis romànic. Les poquíssimes restes conservades no permeten de veure l'estructura de l'església, però es tractava forçosament d'un temple molt petit, possiblement d'una sola nau. L'absis podria haver estat quadrat, per les filades conservades.
L'església de Sant Miquel no era una capella aïllada, però: en el turó que allotja la construcció esmentada es van trobar vestigis d'un poblat medieval. Dins del catàleg del patrimoni cultural català és anomenat Conjunt medieval de Sant Miquel.

## Etimologia
Antiga església del terme d'Abella de la Conca dedicada a l'arcàngel sant Miquel.